# Гурський Валер'ян Ярославович
Гурський Валер'ян Ярославович 17 вересня 1874 — 11 листопада 1934
В. Я. Гурський народився 17 вересня 1874 р. у Харкові, в родині лісничого Коробова хутора Зміївського повіту, що мав звання колезького радника.
Закінчивши Харківське реальне училище, навчався в Петербурзькому лісовому інституті (1891—1898 рр.), де слухав лекції відомого піонера охорони природи академіка І. П. Бородіна. Потім працював лісничим в Уфимській, Олонецькій, Полтавській і Харківській (з 1903 р.) губерніях. Тільки в Харківській губернії засадив лісом 15284 десятини пісків.
У Гурському успішно поєднувався талант практика і вченого. Він часто виступав у лісівничій науковій літературі, на різних лісогосподарських з'їздах і нарадах.
«В ясній і живій формі доповідач виклав історичний розвиток піщано-яружної справи, почавши з самих перших спроб лісорозведення на пісках ще з початку XIX століття, потім він детально виклав відомості про результати робіт в губернії за 10 років», — писав про виступ В. Я. Гурського на Полтавській нараді лісовласників і лісівників в грудні 1911 р. «Лісопромисловий вісник» (Полтавська нарада …, 1912).
В. Я. Гурський — автор численних і популярних робіт з лісорозведення, а загальний лісоводчий стаж його становив 31 рік.
У грудні 1913 р. він бере участь у першій в Російській імперії виставці охорони природи в Харкові. В кінці листопада 1919 р. В. Я. Гурський, разом з частинами білих відступив до Ростова, а звідти в Ставрополь, однак, як його зять, евакуюватися до Константинополя не став. З 1920 р. по 1921 роки Гурський працював завідувачем Ставропольського гублісвідділу, потім знову повернувся до Харкова, де З травня 1921 р. призначений завідувачем лісокультурного і меліоративного відділів Всеукраїнського центрального управління лісами (ВЦУЛ) НКЗ УРСР, а також став професором кафедри лісової меліорації Харківського сільгоспінституту, потім працював науковим співробітником Українського науково-дослідного інституту лісового господарства та агролісомеліорації.
Працюючи в ВЦУЛі, Гурський піднімав питання охорони лісів під час свят Трійці та Різдва, коли масово обломлювалися дерева.
Наявність в ВЦУЛі таких висококваліфікованих і розуміючих проблеми охорони природи фахівців, як В. Я. Гурський, О. Ф. Скоробогатий, дозволили Українському комітету охорони пам'яток природи вже в 1929 р. підготувати проекти заповідання 11 лісових заповідників майже на 40 тисяч гектарів в лісостеповій частині України.
На жаль, органи ОДПУ перекреслили виконання цього плану (до речі, ці лісові заповідники не створені і досі).
Матеріали тритомної справи № 68461, що зберігається в архівах СБ України, розкривають останню і трагічну сторінку життя Валер'яна Ярославовича.
1929 рік — «рік великого перелому». Органами ОДПУ фабрикуються перші «гучні» справи — Шахтинська, «Спілки визволення України». Вже в вересні 1929 р. харківські чекісти — Кофман, Давидов, Бронєвой починають фабрикувати нову справу — «Про шкідництво в лісовому господарстві України». Валер'яна Ярославовича заарештовують 16 листопада 1929 р., інших «шкідників» — трохи пізніше. Всі вони, в основному люди вже немолоді, крім 36-річного Б. Падалки, «зізнаються» у вчиненому, а саме: затиску червоних лісівників, заощадженні колишніх поміщицьких лісів під заповідники, публікації шкідливих статей в журналі «Український лісовод» та ін.
"Захопивши командні висоти, контрреволюційні фахівці ВЦУЛу комплектували штат найбільш відповідальних співробітників як в центрі, так і на місцях з осіб антирадянських і близьких собі по ідеології. Серед осіб, залучених у такий спосіб на керівні посади, є ряд поміщиків (Давидов, Висоцький), великих царських чиновників — Голов'янко та ін.. Групою притягнутий до ВЦУЛу Скоробогатов, призначений помічником до професора Висоцькому по Лісодослідному бюро, колишній кримський казенний лісничий, наближений до царського двору, мав чин камер-юнкера — монархіст ".
Пізніше, на суді Гурський казав: "На Україні я з'явився піонером в лісо-меліоративній справі. Я з 1901 р. надавав допомогу населенню по залісенню пісків, причому я цю роботу почав з нічого і довів до досить великих розмірів. Причому я вів цю роботу єдино і самостійно ".
Однак це пройшло повз вуха опричників, для яких було головне, що він син колезького радника і восени 1919 р. відступав разом з Денікіним.

Цебер бруду на нещасних лісівників вилили і так звані «свідки» — Ф. Головченко, «червоний лісівник» П. Воробйов, А. Цируль, Е. Садовський, А. Нікітенко, С. Васильєв. Колишній студент лісового факультету ХСГІ Воробйов, наприклад, звів свої рахунки зі своїм вчителем професором Шустовим, скептично поставившись в свій час до деяких його проектів. Головченко звинуватив лісівників, що, мовляв, вони не друкували в журналі «Український лісовод» його статті, чим шкодили лісовому господарству республіки. З подібних «фактів» і було сфабриковано розлогий обвинувальний висновок. В. Я. Гурському поставили в провину: 
1) що він був членом верхівкової групи контрреволюційних фахівців лісового господарства, 2) що був завідувачем лісовпорядного відділу ВЦУЛу і членом лісовпорядкувальної комісії ВЦУЛу, направляв шкідницьку роботу в області перевиконання п'ятирічного плану лісовпорядкування, експлуатації та лісокультурних справи, 3) що він сприяв проникненню до ВЦУЛу антирадянських фахівців і затискав червоних фахівців.
4 червня 1930 р. на засіданні надзвичайної сесії Верховного суду УРСР (голова суду — Карлсон, члени суду — Жук, Бронєвой — начальник II відділу ЕКУ ОДПУ УРСР, прокурор — Кабаненко, секретар — Абрамова) яке, до речі, відбувалося без опитування свідків, В. Я. Гурський був засуджений до 3 років позбавлення волі в «місцях загального користування», «визнавши як пом'якшувальну обставину його щире розкаяння, старезний вік і порівняно другорядну роль у контрреволюційній діяльності». Решта лісівників отримали від 4 до 6 років.
В. Я. Гурський, відсидівши півтора року, був звільнений, як і його «однодільці», достроково, наприкінці 1932 р. За деякими даними його швидкому звільненню сприяв голова РНК УСРР Влас Чубар, який добре знав особисто вченого. Повернувшись додому тяжко хворим, і побоюючись нових репресій, Гурський домігся, щоб його діти покинули Харків. Сам же він став працювати старшим науковим співробітником УкрНДІЛГА, займався залісення берегів Дніпра.
Додатково про події 1930 р. див. у Примітках
Помер В. Я. Гурський 11 листопада 1934 р. (за іншими даними 24 вересня 1934) від правобічної пневмонії.
Його товариші по нещастю, вийшовши на свободу, в 30-50-х роках працювали в лісових вузах. А чекіст Бронєвой, який брав участь у фабрикації «справи», в 1937 р. був заарештований і помер у ГУЛАГу.
20 грудня 1991 р. рішенням прокурора м. Києва В. Я. Гурський, як і інші члени «контрреволюційної групи», був реабілітований.
Син Гурського — теж лісівник — В. В. Гурський, трохи не дожив до реабілітації батька.

## Публікації В.Я.Гурського
- Гурский В. Я. Очерк работ по укреплению и облесению песков Харьковской губернии за десятилетие с 1899 по 1908 гг. — X., 1909. — 30 с.
- Гурский В. Я. Лесоразведение на песках Харьковской губернии. — X., 1915. — 20 с.
- Гурський В. Найближчі завдання лісового тижня // Укр. лісовод. — 1923. — № 7. — С. 6-7.
- Гурский В. Я. Значение древонасаждения при обсадке улиц и усадебных мест. — X.: НКЗ УССР, 1923. — 23 с.
- Гурский В. Я. / Составитель. — Неделя леса. — X.: НКЗ УССР, 1924. −15 с.
- Гурський В. Я. Бережи й розводь ліси. — Х.: Вид-во Рад. селянин, 1926. — 26 с.
- Гурський В. Обсаджуймо деревами берега річок, струмочків та ставків // Рад. село. — 1927, 27.03.
- Гурський В. Чому треба боротися з ярами // Рад. село. — 1927, 8.05.
- Гурський В. Я. Обсажування деревами садибних місць, шляхів та річок. — X.: Вид-во Рад. селянин. — 1928. — 44 с.
- Гурський В. Я. Полезахистні лісові смуги. — X., 1929. — 68 с.
- Гурський В. Я. Залісення порубів, пустирів та галявин у лісах України. — X.: Держсільгоспвидав, 1933. — 62 с.